# Las Paredes, Michoacán de Ocampo
Las Paredes är en ort i Mexiko.   Den ligger i kommunen San Lucas och delstaten Michoacán de Ocampo, i den södra delen av landet, 200 km väster om huvudstaden Mexico City. Las Paredes ligger 403 meter över havet och antalet invånare är 228.
Terrängen runt Las Paredes är lite kuperad. Runt Las Paredes är det ganska tätbefolkat, med 52 invånare per kvadratkilometer. Närmaste större samhälle är Huetamo de Núñez, 8,5 km väster om Las Paredes. I omgivningarna runt Las Paredes växer huvudsakligen savannskog.